# Sphenomorphus cyanolaemus
Sphenomorphus cyanolaemus är en ödleart som beskrevs av  Robert F. Inger och HOSMER 1965. Sphenomorphus cyanolaemus ingår i släktet Sphenomorphus och familjen skinkar. IUCN kategoriserar arten globalt som nära hotad. Inga underarter finns listade i Catalogue of Life.